# The Delta Rhythm Boys
The Delta Rhythm Boys waren eine 1934 gegründete US-amerikanische Gesangsgruppe des frühen Rhythm and Blues, Swing- und Popbereichs, die bis 1987 bestand.

## Geschichte der Gruppe
Gegründet 1934 an der Langston University in Langston (Oklahoma), bestand die Formation über fünfzig Jahre. Mit ihrem Harmoniegesang stellten die Delta Rhythm Boys die Verbindung von den frühen Rhythm-and-Blues-Gruppen der 1930er und 1940er Jahre zu den Doo-Wop-Formationen der 1950er dar. Bekannt wurden sie vor allem durch ihre Vokaladaptionen bekannter Pop- und Jazz-Nummern, wie Dry Bones und Billy Strayhorns Take the “A” Train (1943) und konnten sich mit ihrem Stil auch noch in den vom Rock dominierten 1950er Jahren behaupten.
The Delta Rhythm Boys bestanden aus Elmaurice Miller, Traverse Crawford, Essie Joseph Adkins und Otha Lee Gaines (1914–1987). 1936 gingen die vier Sänger an die Dillard University in New Orleans, wo sie unter Frederick Hall unter den Bezeichnungen New Orleans Quintet und Frederick Hall Quintet auftraten. Clinton Holland (der bald von Carl Jones ersetzt wurde) und Kelsey Pharr (1942 von Hugh Bryant ersetzt) kamen für Miller und Adkins hinzu; Rene DeKnight wurde ihr Pianist.
In den 1940er Jahren trat die Gruppe in den Radioprogrammen Amos and Andy Show (1946) und der Joan Davis Show auf; sie wirkten außerdem am Broadway in den Revuen Sing Out the News und Hot Mikado mit. Hinzu kamen in dieser Zeit häufige Filmauftritte, so in You'll Never Get Rich mit Bing Crosby und Rita Hayworth. Neben ihren eigenen Schallplattenaufnahmen wirkten sie als Refrainsänger bei Einspielungen von Charlie Barnet (Just A-Sittin´ and A-Rockin´, 1946), Mildred Bailey (Rockin´ Chair/Sometimes I´m Happy), Ella Fitzgerald (It’s Only a Paper Moon, It's a Pity to Say Goodnight, 1945) und Ruth Brown mit (Sentimental Journey und It's All In Your Mind für Atlantic Records, 1954).
Zu ihren typischen frühen R&B-Aufnahmen, die auf Decca und Victor erschienen, gehörte ihre Version des St. Louis Blues oder Jersey Bounce sowie ihre Soundies aus den frühen 40ern I Dreamt I Dwelt in Harlem, Jack, You're Playing the Game, Snoqualomie JoJo und Just A-Sitting´ and A-Rockin´. Für den Autor Will Friedwald gilt ihre Interpretation von Take the A Train, bei dem sie Strayhorns Arrangement mit Text versahen, als frühes Beispiel für den späteren Vocalese-Stil. Sie interpretierten – ähnlich wie dies die Comedian Harmonists taten – auch Nummern in typischen a-cappella-Vokalstil der Revellers, wie den Rigoletto Blues.
Anfang der 1950er Jahre traten sie u. a. in Las Vegas auf und wurden auch in Europa bekannter, insbesondere in Skandinavien. Sie sangen 1951 auch in schwedischer Sprache („Flickorna i Småland“). Mit Titel wie Come Softly to Me oder Oh Wee Baby übernahmen sie den populären Doo-Wop Stil. 1956 zog die Gruppe ganz nach Europa und hatte ihr Hauptquartier in Paris, wo auch Aufnahmen für Barclay entstanden; die Delta Rhythm Boys traten noch bis zu Otha Lee Gaines’ Tod am 15. Juli 1987 auf. Kelsey Pharr war schon 1960 in Honolulu nach einer Tournee nach Japan gestorben. Bald danach verließ Carl Jones die Gruppe und wurde durch Herb Coleman als ersten Tenor ersetzt; Hugh Bryant ersetzte Kelsey. Im Jahr 1974 wurde Herb Coleman in Paris erschossen; im folgenden Jahr starb das Gründungsmitglied Traverse Crawford. 1979 bestand die Formation aus Gaines, Bryant, Walter Trammell als erster Tenor und Ray Beauty als zweiter Tenor.
The Delta Rhythm Boys wurden in die Vocal Group Hall of Fame aufgenommen. Ihr Hit Dry Bones fand im Soundtrack des Films Rain Man Verwendung.

## Weitere bekannte Songs
- (I Love You) for Sentimental (William Best)
- Cry You Out for My Heart (Hy Heath)
- I'll Never Get Out of Tis World (Fred Rose)
- It's a Pity to Say Goodnight (Mack Gordon)
- Sometimes I'm Happy (Irving Caesar)
- Have a Hope, Have a Wish, Have a Prayer (Hal David)

## Diskographische Hinweise
- The Delta Rhythm Boys – Just A-Rockin' & A .. Vol. 1 – (Buffalo Bop, 1941–1946)
- The Delta Rhythm Boys – Jump & Jive 'Til ... Vol. 2 (Buffalo Bop, 1947–1950)
- Masters of Hip Harmony – The Delta Rhythm Boys (Collector's Choice, ed 2003)

- Die Soundies erschienen auf der 2004 veröffentlichten DVD Sing, Brother, Sing – gekoppelt mit Titeln der Mills Brothers. Die Soundies erschienen auch auf der DVD Masters of Hip Harmony Music – Delta Rhythm Boys.